# 尤拉克亞庫山 (查文德萬塔爾區)
尤拉克亞庫山（Yuracyacu），是秘魯的山峰，位於該國北部安卡什大區，由瓦里省的查文德萬塔爾區負責管轄，屬於布蘭卡山脈的一部分，海拔高度4,800米。